# Jani Uski (Poolbillardspieler)
Jani Uski (* 18. März 1990) ist ein finnischer Poolbillardspieler. Er wurde 2017 Europameister in der Disziplin 8-Ball.

## Karriere
Im März 2012 nahm Jani Uski erstmals an der Europameisterschaft teil. Dabei erreichte er im 14/1 endlos das Sechzehntelfinale und verlor dieses gegen den Polen Tomasz Kapłan. In den drei weiteren Disziplinen (8-Ball, 9-Ball und 10-Ball) schied er jeweils in der Vorrunde aus.
2015 gelang ihm im 8-Ball der Einzug ins Halbfinale, in dem er dem späteren Europameister Niels Feijen mit 2:8 unterlag. Zudem erreichte Uski das Sechzehntelfinale im 14/1 endlos und die Runde der letzten 64 im 10-Ball. Bei der finnischen Meisterschaft gewann er 2015 im 9-Ball durch einen 9:7-Finalsieg gegen Markus Juva seinen ersten Titel. Bei der EM 2016 erreichte er im 14/1 endlos und im 10-Ball die Runde der letzten 32. Im selben Jahr wurde er finnischer Meister in den Disziplinen 10-Ball und 14/1 endlos. Bei der Europameisterschaft 2017 schied er in diesen Disziplinen erneut in der Runde der letzten 32 aus. Beim 8-Ball-Wettbewerb gelang ihm hingegen, unter anderem durch Siege gegen Denis Grabe, Francisco Díaz-Pizarro und Francisco Sánchez, der Einzug ins Finale. Im Endspiel besiegte er den Niederländer Marc Bijsterbosch, der zwei Tage zuvor den Titel im 10-Ball gewonnen hatte, mit 10:7 und wurde damit als erster Finne 8-Ball-Europameister. Nach Mika Immonen (1998, 14/1 endlos) war er der zweite Finne, der einen EM-Titel bei den Herren gewann. Beim anschließend stattfindenden 9-Ball-Wettbewerb schied er bereits in der Vorrunde aus, ebenso bei den Portugal Open 2017, dem im Anschluss an die EM ausgetragenen Euro-Tour-Turnier.
Mit der finnischen Nationalmannschaft wurde Uski 2012 und 2016 EM-Dritter und 2017 nach einer Finalniederlage gegen Österreich Vizeeuropameister.

## Erfolge
- Finnischer 9-Ball-Meister: 2015
- Finnischer 10-Ball-Meister: 2016
- Finnischer 14/1-endlos-Meister: 2016
- 8-Ball-Europameister: 2017